# Île aux Oiseaux (Préverenges)
Pour les articles homonymes, voir Île aux Oiseaux.
L'île aux Oiseaux est une île artificielle créée en 2001-2002 sur la rive du Léman, sur le territoire de Préverenges dans le canton de Vaud, afin de servir de refuge aux oiseaux migrateurs, notamment les Limicoles (petits échassiers) et Laridés (mouettes et sternes). La plateforme à Sternes pierregarins et Mouettes rieuses a été créée en 2015. La réserve naturelle a été réaménagée en 2020, année qui a également vu la construction du centre pédagogique qui lui a été dédié : la Maison de l'île aux Oiseaux. L'inauguration de ce centre a eu lieu en mars 2022.

## Historique

### Projet
L’embouchure de la Venoge est un des principaux sites d’escale des limicoles migrateurs en Suisse, car la baie de Préverenges accueille au printemps les oiseaux rentrés d’Afrique et en route pour leur lointains quartiers d’été dans l’hémisphère nord, jusque dans la toundra arctique. Les hauts-fonds qui affleurent au printemps près de l’embouchure de la Venoge attirent des oiseaux limicoles ainsi que des laridés et des sternidés qui font ici escale pour se nourrir et se reposer.
Le Cercle ornithologique de Lausanne est à l’origine de ce projet novateur, sur l'initiative de son président Lionel Maumary. L’idée de la création d’une île et d’équipements permettant d’optimiser la capacité d’accueil pour les limicoles migrateurs a germé dès 1984, année du premier suivi complet de la migration printanière. Il a fallu alors une très longue maturation.
En 1995, Année européenne de la conservation de la nature, un dossier a été soumis par Lionel Maumary, Laurent Vallotton et Michel Baudraz dans le cadre d’un concours organisé par l’Office fédéral de l’environnement, des forêts et du paysage (OFEFP). Ce projet prévoyait dans un premier temps la création de panneaux synoptiques, afin de sensibiliser le grand public à la problématique des oiseaux migrateurs (mars 1996), puis dans un deuxième temps la création d’une île au large de la plage de Préverenges.
Dès 1997, la sélection de ce projet par l’OFEFP, assortie d’une promesse de subvention a constitué le déclic pour une procédure élargie de recherche de fonds. Après plusieurs années de démarches administratives, les travaux – retardés par des oppositions de principe – ont commencé en octobre 2001 et se sont terminés en juillet 2002. L’ouvrage a été planifié et dirigé par un groupe de travail « Île aux Oiseaux ».

### Description en 2002
L’île comprend un enrochement en forme d’arc, long de 190 m et distant de 60 à 150 m du rivage, ainsi que des bancs de sable et de gravier, une plateforme et une série de poteaux sur lesquels les oiseaux aiment à se tenir. L’ensemble répond aux critères suivants :
- la disposition empêche l’accès aux prédateurs, aux chiens et aux promeneurs en éloignant suffisamment l’île du rivage, quel que soit le niveau du lac.
- la distance au rivage garantit la tranquillité des oiseaux et permet leur observation dans de bonnes conditions.
- l’île est implantée sur un socle de molasse qui s’étend sur plus d’une centaine de mètres au large, dans une zone stable et peu profonde, ce qui limite la quantité de matériaux qui doivent être apportés et diminue le coût du projet.
- l’ouvrage est capable de résister aux attaques du lac, notamment des grandes vagues causées par les vents de sud-ouest.
- l’impact paysager est réduit, vu la faible hauteur de l’ouvrage (50 cm lors des hautes eaux).
- les équipements sont intégrés harmonieusement dans la configuration actuelle du site.
- des substrats variés répondent aux exigences des différentes espèces d’oiseaux migrateurs (vase, sable, graviers ou rochers).
- les niveaux des bancs de sable et de gravier offrent des surfaces exondées qui sont disponibles quel que soit le niveau du lac.
- les pentes sont très faibles, favorables aux limicoles. Elles doivent être inondées la plupart du temps, de manière à empêcher le développement de la végétation
- le site peut accueillir les oiseaux en toutes saisons[2].

### Suite
Une plateforme de nidification pour les Sternes pierregarins et Mouettes rieuses a été ajoutée au dispositif de l'île aux oiseaux en 2015. Elle a été occupée par les sternes dès 2016 et par les mouettes dès 2019. Avec 111 poussins de sternes et 41 poussins de mouettes bagués en 2021, cette colonie était la plus importante du bassin lémanique pour ces deux espèces menacées en Suisse.
L'île aux Oiseaux est une réserve naturelle classée par le canton de Vaud, gérée par le Cercle ornithologique de Lausanne. Son accès est interdit. Régulièrement, des amateurs observent les oiseaux aux jumelles depuis la rive.
Sous l'influence du sable, apporté par la Commune de Préverenges pour recharger sa plage de 2009 à 2019, et qui s'y dépose lors des tempêtes de vent d'ouest, l'île aux Oiseaux est devenue une presqu'île,. Son dessablage a eu lieu en 2020.

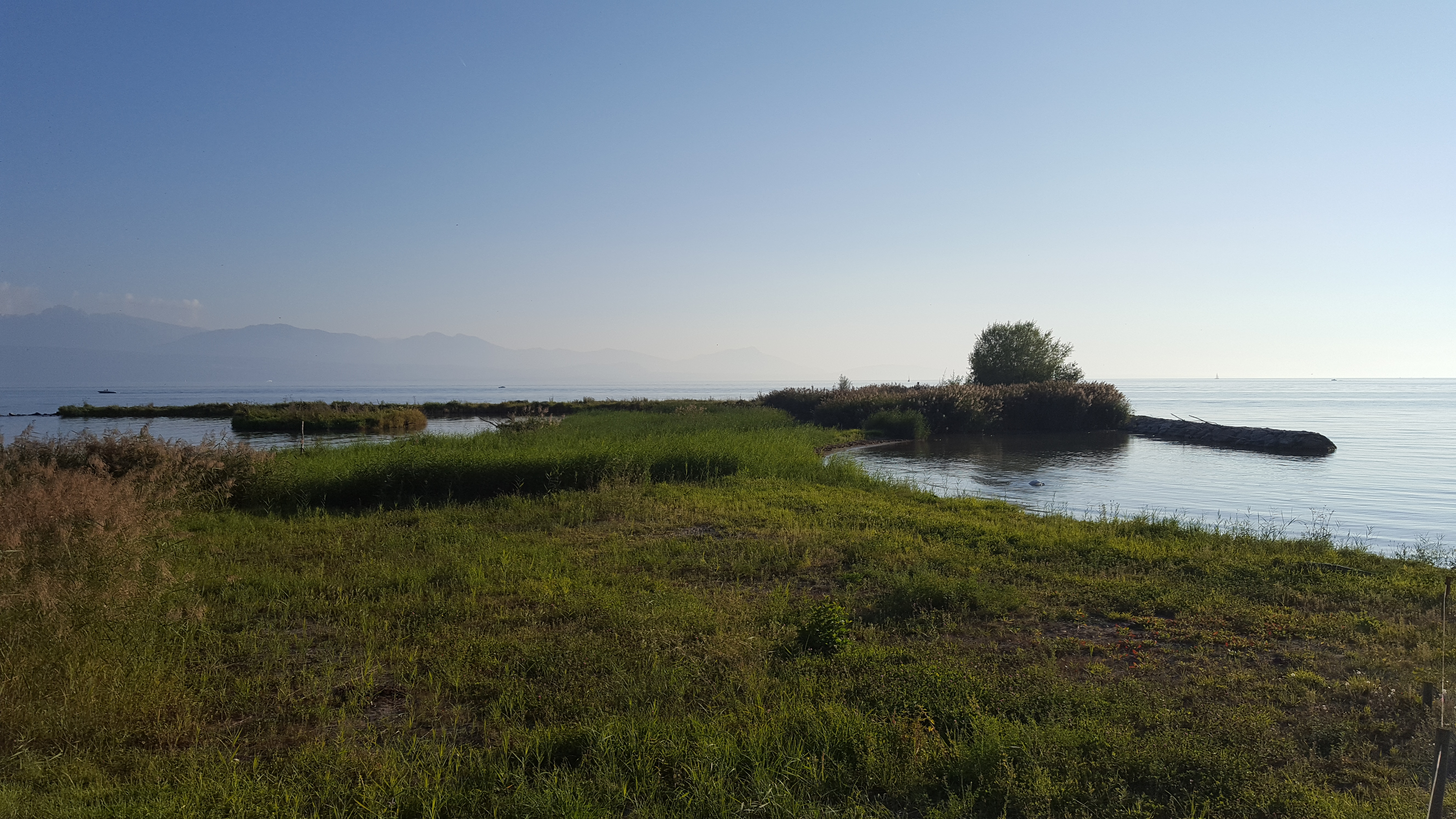
En 2016.
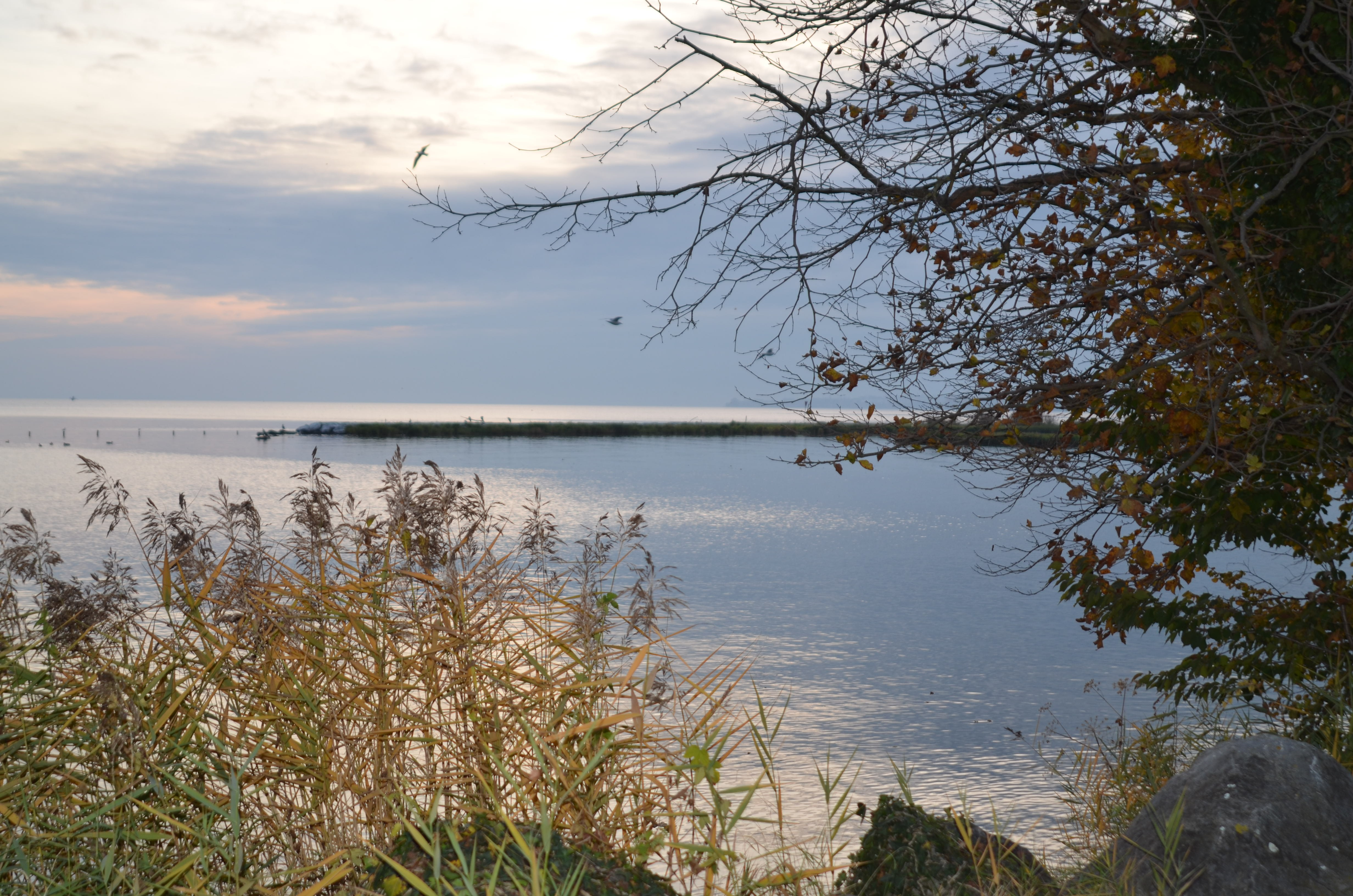
En 2011.

### Réaménagement en 2020
En 2020, la commune de Préverenges a réalisé des travaux pour désensabler l'île aux Oiseaux, afin qu'elle ne soit plus reliée au rivage et que les oiseaux ne soient plus dérangés. Ces travaux sont financés par l'argent habituellement utilisé pour réensabler annuellement la plage de Préverenges. 
À côté de l'île, une plateforme sur pilotis a été ajoutée pour favoriser la nidification de la Sterne pierregarin.
En 2020 a également été construit le centre didactique de l'île aux oiseaux, la « Maison de l’île aux Oiseaux », en face de l'île. Sa réalisation, incluant une exposition permanente, a duré 5 ans.